# 手帳
手帳（てちょう）は手帖とも表記され、手の中に納まるような小さな記録本のこと。現代では、主な用途としては、予定管理や行動の記録、メモなどに使用される。また、身分関係記録、身分証明書を兼ねるものもある。後述の専門家向け手帳など記録するスペースが殆どない小冊子に近いものも手帳と呼ばれる。

## 市販の汎用綴じ手帳
予定管理・行動記録などを記録ことを主目的としており、紙が冊子となるように綴じてある。安価な無名のもの以外に、固定ファンを持つ国内外のビジネス手帳ブランドもある。また、野外調査用の野帳も手帳の一種である。
なお、手帳には文房具として扱われるものや書籍として扱われるもの（ISBNが与えられている。）が存在する。書籍として扱われる手帳は再販売価格維持（再版制度）が適用され、値引き販売はできないが売れ残った場合は書店が商品を出版取次に返品することができる。

### ビジネス手帳ブランドの例

#### 標準的なビジネス手帳
いずれも市販品。
能率手帳（日本能率協会マネジメントセンター）
書店、文具店流通。標準的な付録は地下鉄路線図、度量衡、時差表、郵便料金など。
生産性手帳（日本生産性本部生産性出版）
書店流通。標準的な付録は地下鉄路線図など。
1960年にマンスリータイプ（月間ブロック式）の手帳を日本で初めて商品化。
赤旗手帳（日本共産党中央委員会出版局）
書店流通。付録は日本国憲法全文、党綱領・規約、マスコミ・市民団体電話帳、西暦・元号早見表、度量衡、郵便料金など。

### 特徴的な手帳
県民手帳
住民歌や地域の成り立ちなどが書かれている。製作しない都道府県もある。
「超」整理手帳
ジャバラ式で、数か月分の予定を一覧することができる。長期の予定を立てたい人に向いている。
ほぼ日手帳
1日1ページタイプの記入欄を特徴とする手帳。過去を参照したい人、日記を記入したい人などに向いている。

### デザイン手帳
- ASHFORDアシュフォード
- Cookdayクックデイ
- knoxbrainノックスブレイン

#### 舶来
- モレスキン
- クオバディス
- リド

### スケジュール欄のタイプ
月間カレンダー式
手帳を開いたとき、1か月のカレンダーが見開きで記入するタイプである。
見開き1週間レフト式
手帳を開いたとき、左側のページに1週間のスケジュールを記入するスペースがあり、右側が罫線、もしくは方眼ページになっている。
右側にメモをとる必要がある人や、日記を書きたい人などに向いている。
見開き1週間セパレート式
手帳を開いたとき、左ページから右ページにわたって1週間のスケジュールを記入するスペースがとられている。
バーチカル式
時間軸と呼ばれる、縦に時間ごとの目盛りが用意されたタイプのもの。
横書きで、時間ごとの予定を記入することができるので、ここ数年人気があるスケジュール形式である。
1日1ページ式
1日あたり1ページの記入スペースがあるタイプのもの。

## システム手帳
バインダー方式で、好みの機能を持つリフィルを差し替えることができる。

## 専門職業家向けの手帳
専門的職業家・マニアが使いやすいように工夫された手帳とその主なメーカー。
- 教務手帳（日本通信出版社）
- 会計手帳（中央経済社）
- 税務手帳（日本税理士会連合会）
- 歴史手帳（吉川弘文館）
- 茶湯手帳（宮帯出版社）
- 天文手帳（地人書館）
- スポーツ指導者手帳 (日本スポーツ協会)
- ぴあダイアリー
- 赤十字手帳 - 日本赤十字社職員、赤十字奉仕団団員向けの手帳。ダイアリー、アドレスの他に赤十字の理念や関連年表、関係資料、本部・支部・施設所在地一覧などが記載されている。
- 自衛隊手帳（朝雲新聞社）
- 鉄道手帳（創元社）
- ブルーバックス科学手帳（講談社）
- 元素手帳（化学同人）
- 天体観測手帳（技術評論社）
- 会計手帳（日本公認会計士協会東京会）
- 社会保険労務手帳（全国社会保険労務士会連合会）
- FP手帳（近代セールス社）
- 電気手帳（オーム社）
- 電気工事士手帳（オーム社）
- 建築設備手帖（建築設備技術懇話会）
- 英語手帳（IBCパブリッシング）
- 心理学手帳（心理学手帳研究会）
- 農家日記（農文協）
- ＪＡ職員手帳（全国共同出版）
- 海上保安ダイアリー（海上保安ダイアリー編集委員会）
- ケア手帳（公益社団法人日本介護福祉士会）
- 薬剤師手帳（メディカルクォール）
- ゴルフ手帖（ゴルフダイジェスト社）

## 身分証明書を兼ねるもの
何らかの職業・身分の者がその職業・身分であることを証明するための身分関係記録・身分証明書として「○○手帳」と称するものが多くある。その職業・身分に関する注意事項等が記載され必要事項を記入するための記入欄も設けられた手帳の様式のものもあるが、手帳としての機能がなく身分証明書の機能のみのものもある。
- 生徒手帳
- 警備員手帳 - 警備会社によっては、警備員に手帳型の身分証明書（社員証）を貸与していることもある。
- 出稼労働者手帳
- 官吏の身分証明書を兼ねる手帳
  - 警察手帳 - 2002年（平成14年）10月1日のデザイン改正により、書き留める手帳機能が失われて、身分証明書としての機能に特化した。なお、皇宮護衛官手帳・交通巡視員手帳は警察手帳に準じたデザインである。
  - 麻薬取締官証・麻薬取締員証 - 麻薬取締官・麻薬取締員が携帯する。形状は警察手帳にほぼ同じ。
  - 消防手帳 - 消防吏員が携帯する。主として消防法第4条・第16条に基づく査察の際に、立入検査証と共に提示する。他の各種身分証票と違い、火災・災害現場への出場の場合は紛失防止のため携行しなくてよい規定がある。また、消防本部によっては手帳ではなく各種必要事項が記載されたカードを消防吏員の身分証明書としている場合もある（身分証と胸章で両面。これにより手帳外被はパスケース型になっている。）。様式については総務省消防庁告示消防吏員服制基準の図に規定されている。
  - 消防団員手帳 - 消防団員に貸与される手帳。
  - 警務手帳 - 自衛隊の警務官が司法警察職員としての職務を行うに当りその身分を示す証票として携帯する。（以下、海上保安・労働基準監督官手帳も同様。）
  - 海上保安官証票 - 海上保安官対象
  - 労働基準監督官証票 - 労働基準監督官対象
  - 入国管理手帳 - 入国審査官及び入国警備官対象
消防・労働基準監督官の各手帳は形状に変更はなく、従来の手帳型。警務手帳、海上保安官証票は新型警察手帳に準じたデザインに変更された。
  - 予備自衛官（補）手帳 - 予備自衛官及び予備自衛官補対象

その他、刑務官や衛視、税関職員、公安調査官、予備自衛官（現役自衛官はIDカード）、保護司等も手帳型の身分証明書を携帯する。
- - 運行管理者手帳 - 自動車事故対策機構の発行する手帳。
- 官吏の身分証明書を兼ねる手帳で現在は廃止されたもの
  - 鉄道公安職員手帳 - （鉄道公安職員対象）
  - 鉄道司法警察職員手帳 -（「司法警察職員等指定応急措置法」・「司法警察官吏及司法警察官吏ノ職務ヲ行フヘキ者ノ指定等ニ関スル件　第3条第5号・12号」に該当する日本国有鉄道職員対象・（具体的には日本国有鉄道の駅長・車掌区長・同助役・同支区長・自動車区長・同助役・同支区長・駅の助役・車掌たる運輸事務官、鉄道手及雇員に貸与））（前記2点は旧型の警察手帳と同型。）
  - 郵政監察官手帳 - 郵政監察官対象（旧型の警察手帳と同型。）
  - 憲兵手帳 - （大日本帝国陸軍における憲兵対象・下記の軍隊手帳とは別に発行されていた。）
- 官公署の発行する経歴記録用の手帳（廃止されたものも含む。）
  - パスポート
  - 年金手帳（従来は保険料払込み済みを証明する証書だった。）
    - 小規模企業共済 - 中小企業退職金共済の退職金共済の手帳。
    - 退職金共済手帳
    - 自動車整備士

  - 食品衛生責任者
  - 公認指導員
  - 煙火消費保安手帳 -
  - 船員手帳（船員はパスポートではなくこれにより出入国を記録する。）
  - カルネ（一時輸入通関を簡便化する通関手帳）
  - 軍隊手帳（大日本帝国陸軍、大日本帝国海軍における軍人の経歴記録書と身分証明書を兼用した手帳・現在は廃止）
ナチス政権当時のドイツ国防軍では人事記録台帳として所属中隊が保管し、退役の際本人に返される「軍隊手帳」(Wehrpass)と、本人が携帯し身分証明書と給与支払い明細帳を兼用した「兵隊手帳」(Soldbuch)に分かれていた。
- 民間防衛の手帳
  - 海守手帳 - 海守の手帳
  - 消防団員手帳 - 消防団の手帳
- 福祉関係の手帳
  - 母子健康手帳 - 母子保健法に基づく。
  - 献血手帳 - 平成18年（2006年）よりカード導入、ただし手帳も使用可能である。
  - 骨髄・末梢血幹細胞ドナー手帳 - 骨髄移植ドナーに登録・移植すると貰える。
  - 障害者手帳
    - 身体障害者手帳 - 身体障害者福祉法に基づく。
    - 精神障害者保健福祉手帳 - 精神保健及び精神障害者福祉に関する法律に基づき精神障害者および発達障害者などに対して交付される。
    - 療育手帳 - 知的障害者に対して交付される。発達障害者に交付されることもある。基づく法律がなく都道府県、政令指定都市の独自の施策で呼称が違う場合がある。

  - 戦傷病者手帳
  - 被爆者健康手帳 - 原子爆弾被爆者に対する援護に関する法律に基づく。
  - 健康管理手帳 - 労働安全衛生法に基づく。石綿を取り扱う・粉塵の舞う、など、同法第67条に規定される一定の有害物質を取り扱う職場にいた経験のある人に交付される。取得すると指定された医療機関で半年毎の健康診断を無料で受けられる。公正委労働省 健康管理手帳とは？ 大阪労働局 労働安全衛生法に基づく健康管理手帳について
    - 石綿健康管理手帳
    - じん肺健康管理手帳
- 免許・資格関係の手帳
  - 火薬類保安手帳（通称：黒手帳、火薬類取扱保安責任者の免状を持つ者に発行される。）
  - 火薬類取扱従事者手帳（通称：青手帳、発破技士の免許を持つ者に発行される。）
  - 火薬類取扱従事者手帳（通称：黄手帳、上記2種類の免状・免許を持たない者で火薬類関係の業務に従事する者に発行される。）
  - 技能士手帳
  - 猟銃・空気銃所持許可証
  - 鉄砲所持許可証
  - 無線従事者免許証 - 昭和25年（1950年）電波法制定時は全資格が手帳型だった。昭和58年（1983年）より一部の資格についてラミネートが導入され、平成22年（2010年）は全資格のものがプラスチックカードとなった。免許の有効期間は無く終身有効である。
- 特定用途向けに特化された手帳
  - 教務手帳 - おもに小学校・中学校教員の仕様に特化した手帳。日々の授業記録や生徒別の出欠記録・観察記録、教育課程の作成と管理、時間割の管理など教務に必要な機能を有する。生徒の成績に直結する重要書類であることから、俗に閻魔帳と呼ばれる。「教務必携」の表示がされたものもある。（高等学校では出欠記録簿と教員の勤務用手帳は別である事が多い。）

## その他

### ビジネス手帳から発展した機器
- 電子手帳
- 携帯情報端末(PDA)

### 便宜上「手帳」と呼ばれるもの
- 整備手帳 - 自動車の整備記録簿のこと。1995年7月に「メンテナンスノート」に改称した。
- お薬手帳